# 夏琳·高卓靈
夏琳·E·高卓靈（英語：Charlene E. Cothran），前女同志雜誌 《Venus》出版人，曾經出櫃，前同性戀權益活躍份子，後來聲稱已脫離同性戀，並成為基督徒。

## 簡歷
自小在基督教家庭長大的高卓靈在8歲時被性侵犯。13至14歲時，她開始對異性不感興趣；在大學時代，對同性開始產生興趣，於19歲那年認為自己是同性戀者。 她曾每周舉辦同志派對，只供女同志參加，每次約一千人赴會。 隨後她創辦了女同性雜誌，並在事業上相當的成功。
高卓靈活躍於同性戀權益運動30年左右。當她還是同性戀權益活躍分子時，她積極地組織同性戀遊行，跟其他女同性戀者上街。於 2003年在芝加哥一次同性戀自豪遊行中，高卓靈看到男跟男和女跟女盡情歡慶，卻有羞恥感並開始不認同同性戀的生活。 2006年6月，神蹟釋放教會（Miracle Deliverance Church）的李紋詩頓牧師（Vanessia Livingston）跟高卓靈接觸。 從此，她信奉基督教而改變了《Venus》雜誌的編輯政策，並且透過該雜誌促進脫離同性戀運動並呼籲人脫離同志生活。
同性戀社區對高卓靈的轉變有激烈和負面的反應。可是，高卓靈也收到不少電郵，說他們在同性戀生活中很掙扎，很想脫離。同性戀的政治團體給廣告商很大壓力，要他們放棄《Venus》雜誌，而同志活動及大學校園也不再續訂該雜誌， 高卓靈現於美國繼續出版《Venus》雜誌，向同性戀者宣揚耶穌的救恩，並協助希望擺脫同志身份的人。

## 出版
- 《Venus》雜誌
- 《Kitchen Table News》，已停辦

## 外部連結
- 《Venus》雜誌（官方網站） （页面存档备份，存于）